# Hagnagora croceitincta
Hagnagora croceitincta är en fjärilsart som beskrevs av Paul Dognin 1892. Hagnagora croceitincta ingår i släktet Hagnagora och familjen mätare. Inga underarter finns listade i Catalogue of Life.